# تئاتر خیابانی

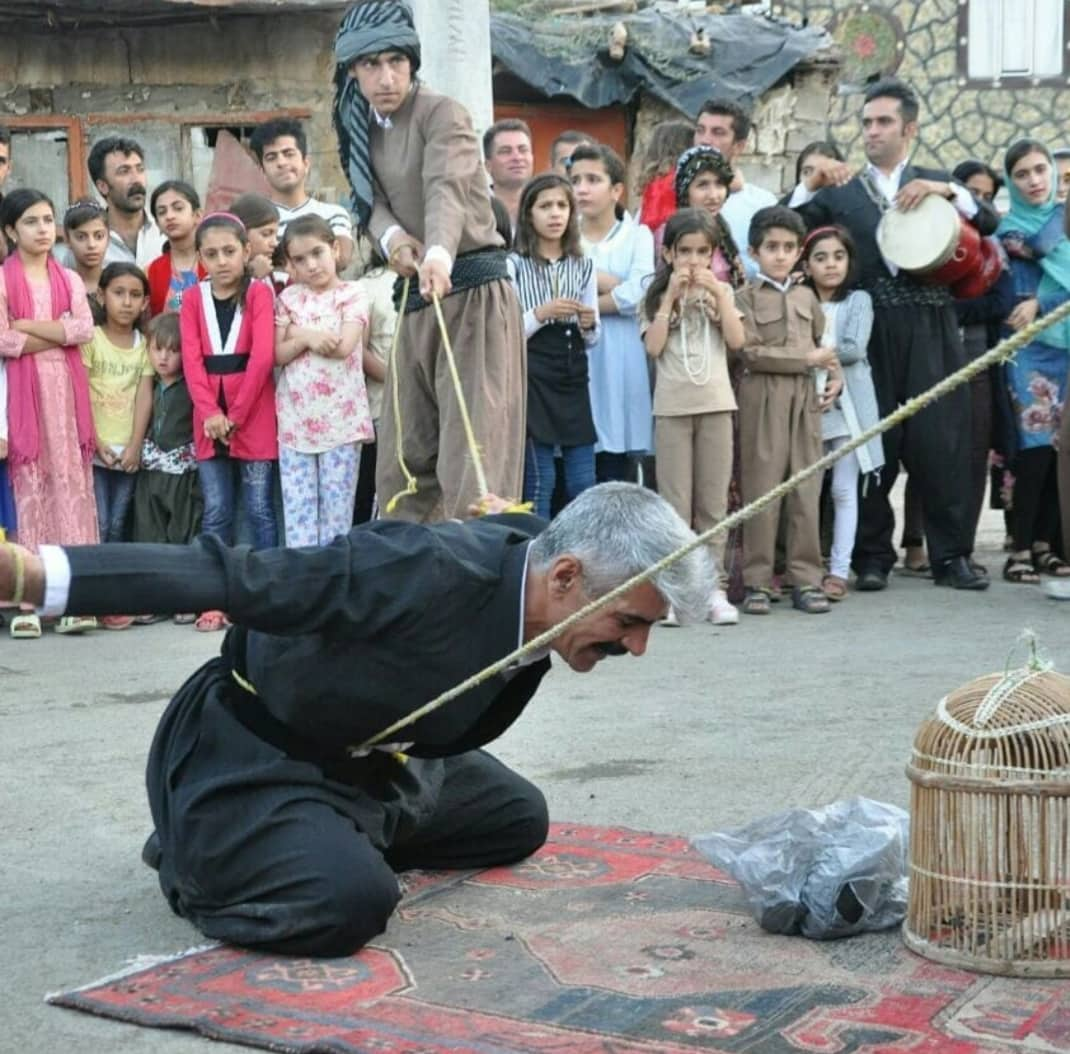
تئاتر خیابانی در شهر مریوان.

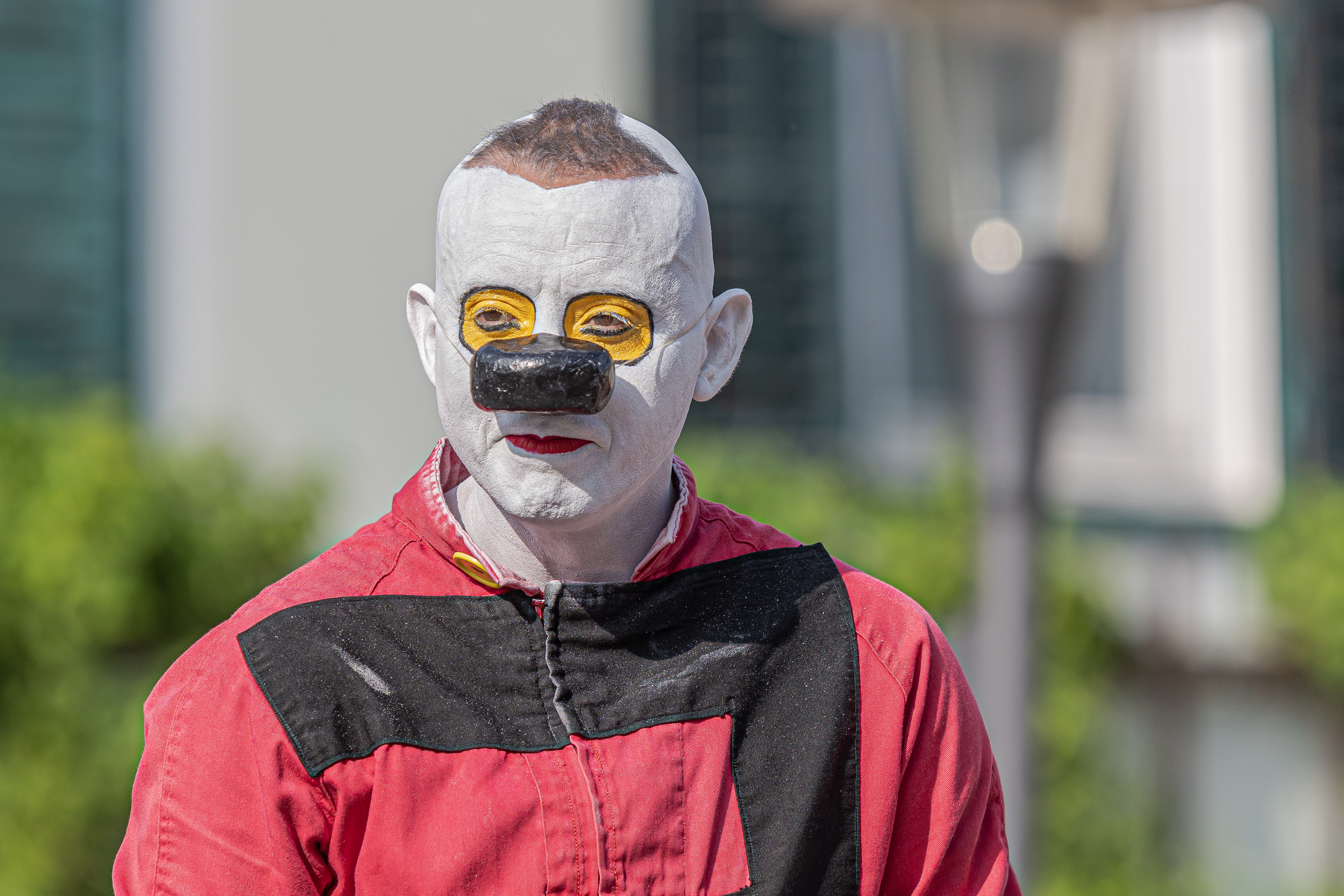
یک بازیگر تئاتر خیابانی در نقش دلقک.

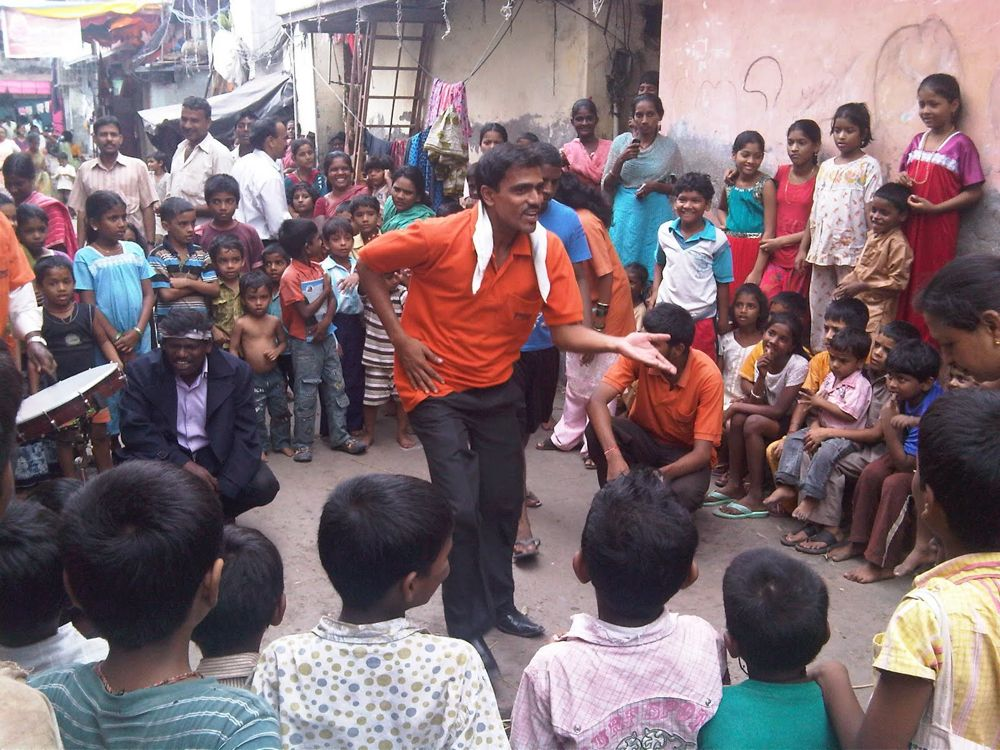
یک اجرای خیابانی در هند

تئاتر خیابانی گونه‌ای از تئاتر است که در اماکن باز مانند خیابان‌ها، پارک‌ها و میدان‌ها اجرا می‌شود. اگرچه اجراهای خیابانی قرن‌ها سابقه دارند، اما از سده نوزده و بیست بود که تئاتر خیابانی به عنوان ژانری مستقل مطرح گردید. درون‌مایه تئاتر خیابانی به‌رغم تئاتر کلاسیک در بیشتر موارد مشکلات مردم عادی، مسائل جامعه و مشکلات زنان است. از این رو برخی رایج شدن تئاتر خیابانی را با جنبش‌های اجتماعی سده بیستم مانند فمنیزم گره می‌زنند.
گاهی اوقات، به ویژه برای جشنواره‌های خیابانی، نمایش‌های کودکان یا رژه‌ها، به اجراکنندگان سفارش داده می‌شود، اما اغلب هنرمندان تئاتر خیابانی دستمزدی دریافت نمی‌کنند یا از طریق انداختن یک سکه در کلاه توسط تماشاگران، درآمدی به دست می‌آورند.
تدارکات اجرای تئاتر خیابانی مستلزم لباس‌ها و وسایل ساده است و اغلب صدا تقویت نمی‌شود یا اصلاً صدا وجود ندارد و بازیگران بسته به توانایی صوتی و فیزیکی طبیعی‌شان دارند. این مشکل در مورد صدا به این معنی است که تئاتر فیزیکی، از جمله رقص، میم و اسلپ استیک، یک ژانر بسیار محبوب در فضای باز است. اجراها باید بسیار قابل مشاهده، با صدای بلند و ساده باشند تا بتوانند جمعیت را جذب کنند.
تئاتر خیابانی را باید از دیگر اجراهای رسمی‌تر تئاتر در فضای باز، مانند اجرا در پارک یا باغ، که در آن فضایی مجزا کنار گذاشته شده (یا طناب زده شده) و تماشاگرانی که بلیت دارند، متمایز کرد.
در برخی موارد، اجراکنندگان تئاتر خیابانی برای اجرا باید از طریق دولت های محلی یا ایالتی مجوز یا مجوز خاصی دریافت کنند. بسیاری از نوازندگان در سطح بین‌المللی به مکان‌های خاص سفر می‌کنند.
شاید بتوان گفت که تئاتر خیابانی قدیمی‌ترین شکل تئاتر موجود است: بیشتر رسانه‌های سرگرمی جریان اصلی را می‌توان به خاستگاه‌های اجرای خیابانی، از جمله نمایش‌های مذهبی مذهبی و بسیاری از اشکال دیگر، ردیابی کرد. اخیراً مجریانی که صد سال پیش زندگی خود را با کار در تئاترهای متنوع، سالن‌های موسیقی و در وودویل می‌گذراندند، اکنون اغلب به‌طور حرفه‌ای در بسیاری از مناطق معروف اجرای خیابانی در سراسر جهان اجرا می‌کنند. بازیگران برجسته ای که کار خود را به عنوان بازیگر تئاتر خیابانی آغاز کردند عبارتند از رابین ویلیامز، دیوید بووی، جول و هری اندرسون.
تئاتر خیابانی راهی برای دسترسی به تئاتر سنتی برای کسانی است که ممکن است در غیر این صورت قادر به حضور یا خرید بلیط نباشند. مخاطبان معمولاً از هر کسی و هر کسی که می‌خواهد تماشا کند تشکیل می‌شود و برای اکثر اجراها سرگرمی عمومی رایگان است.

## تئاتر خیابانی در ایران
از سده بیستم در ایران تئاتر خیابانی رایج شده است. شهر مریوان به عنوان پایتخت تئاتر خیابانی ایران شناخته شده است.

## بزرگ‌ترین تئاتر خیابانی
بزرگ‌ترین تئاتر خیابانی در تاریخ هنرهای نمایشی، نمایش خیابانی تسخیر کاخ زمستانی بود که در اتحاد جماهیر شوروی، با حضور هشت هزار بازیگر اجراء شد.